# Elecciones seccionales de Ecuador de 1970
Las elecciones seccionales de Ecuador de 1970 se realizaron para elegir los cargos de 19 prefectos y consejeros provinciales y 19 alcaldes y concejales municipales para el periodo 1970-1974. 

## Resultados a Prefecto
| Provincia        | Prefecto                      | Partido o alianza |
| ---------------- | ----------------------------- | ----------------- |
| Azuay            | Gerardo Martínez Espinoza     | PCE               |
| Bolívar          | Humberto del Pozo Saltos      | FNV               |
| Cañar            | Rómulo Romo Sacoto            |                   |
| Carchi           | Wilfrido Lucero Bolaños       | PCE               |
| Chimborazo       | Arnaldo Merino Muñoz          | PLRE              |
| Cotopaxi         | José Gabriel Terán Varea      | PCE               |
| El Oro           | Héctor Encalada Sánchez       |                   |
| Esmeraldas       | Tiberio Patiño Trujillo       |                   |
| Guayas           | Assad Bucaram Elmhalin        | CFP               |
| Imbabura         | Abdón Montalvo Rhea           |                   |
| Loja             | Clotario Espinosa Sigcho      |                   |
| Los Ríos         | Heythel Armando Terán Perrazo |                   |
| Manabí           | Oliva Miranda Zambrano        | PLRE              |
| Morona Santiago  | Luis Zúñiga Torres            |                   |
| Napo             | Ney Estupiñán Recalde         |                   |
| Pastaza          | Antonio Salazar Robayo        |                   |
| Pichincha        | Álvaro Pérez Intriago         | PLRE              |
| Tungurahua       | Ernesto Bucheli Bucheli       | PLRE              |
| Zamora Chinchipe | Víctor Reyes Cárdenas         |                   |

## Resultados a alcaldías
| Ciudad     | Provincia        | Alcalde elegido               | Partido o alianza |
| ---------- | ---------------- | ----------------------------- | ----------------- |
| Cuenca     | Azuay            | Alejandro Serrano Aguilar     | PCE               |
| Guaranda   | Bolívar          | Jesús Págalos                 | ARNE              |
| Azogues    | Cañar            | Marco Tulio Romero Heredia    |                   |
| Tulcán     | Carchi           | Ignacio Zambrano Benítez      | PCE               |
| Riobamba   | Chimborazo       | Gonzalo Brito Coronel         | PCE               |
| Latacunga  | Cotopaxi         | Rafael Cajiao Enríquez        | PCE               |
| Machala    | El Oro           | Luis Alberto León León        |                   |
| Esmeraldas | Esmeraldas       | Francisco Mejía Villa         | CFP               |
| Guayaquil  | Guayas           | Francisco Huerta Montalvo     | PLRE - CFP        |
| Ibarra     | Imbabura         | Cristóbal Gomezjurado Alarcón |                   |
| Loja       | Loja             | Rubén Ortega Jaramillo        | CFP               |
| Babahoyo   | Los Ríos         | Felipe Abbud Dumani           |                   |
| Portoviejo | Manabí           | Federico Bravo Bazurto        |                   |
| Macas      | Morona Santiago  | Gustavo Mancheno Noguera      |                   |
| Tena       | Napo             | Carlos Olalla                 |                   |
| Puyo       | Pastaza          | Bernardo Garcés Abril         |                   |
| Quito      | Pichincha        | Sixto Durán-Ballén            | PSC               |
| Ambato     | Tungurahua       | Luis Torres Carrasco          | PSC               |
| Zamora     | Zamora Chinchipe | Telmo Salas Boada             |                   |